# Bell County (Kentucky)
Bell County je okres v jihovýchodní části státu Kentucky v USA. K roku 2010 zde žilo 28 691 obyvatel. Správním městem okresu je Pineville. Celková rozloha okresu činí 936 km².

## Sousední okresy
| Růžice kompasu | Knox County            | Clay County           | Leslie County   | Růžice kompasu |
| Růžice kompasu |                        | Sever                 | Harlan County   | Růžice kompasu |
| Růžice kompasu | Bell County (Kentucky) |                       | Harlan County   | Růžice kompasu |
| Růžice kompasu | Jih                    |                       | Harlan County   | Růžice kompasu |
| Růžice kompasu | Whitley County         | Claiborne County (TN) | Lee County (VA) | Růžice kompasu |